# Руно орошенноє
Руно орошенное (повна назва: «Руно орошєнноє пречистая и преблагословєнная Дѣва Мария от єя же Чудотворнаго иже в монастиру Илинском Чернѣговском образа слєзами иногда росившего Чудодѣйственную Благодати Росу. Благословєнієм и Повєлєнієм Ясне в Бога Преосвященнаго єго мати Гідна Отця») — збірка богородичних оповідань Дмитра Туптала, вперше надрукована у Чернігові в 1683 році.
У 1675 році Чернігівський митрополит Лазар Баранович попросив молодого проповідника Димитрія Туптала підготувати збірник про чудеса, пов'язані з іконою Божої Матері в Чернігівському Іллінському монастирю. Через два роки друкарня Новгорода-Сіверського видала збірник Туптала «Чуда Пресвятои и Преблагословеннои Дьвьі Марій дьючіися оть образа еи чудотворного вь Монастьіру св. славного Пророка Иліи Черньговскомт»".
Книга «Руно орошенное» вперше була видана в Чернігові у 1683 році і там же була перевидана шість разів (1683, 1689, 1691, 1696, 1697 та 1702 роки).
У збірнику 1677 року Димитрій Туптало описав двадцять два чуда. У наступних виданнях — двадцять чотири, відповідно до годин у добі. У виданні 1696 року в кінці книги було додано ще шість нових чудес, в останньому видані наведений список людей, зцілених від образу Божої Матері.
Збірник 1677 року був написаний староукраїнською мовою, а наступні видання — церковнослов'янською мовою з українськими вкрапленнями.

## Опис книги
Твір складається з вступної частини та основної. У вступній частині подається історія Іллінського монастиря так віршований «Догмат Пресвятой Богородици».
В основній частині після кожного «Чуда» подається «Бесіда», «Нравоучение» і «Прилог».

## Видання
- Руно орошенное… Чернігів, 1683.
- Руно орошенное… Чернігів, 1689.
- Руно орошенное… Чернігів, 1691.